# Jakob Arjouni
Jakob Arjouni, užívající pseudonym Jakob Bothe, rodným příjmením Michelsen, (8. října 1964 Frankfurt nad Mohanem – 17. ledna 2013 Berlín) byl německý spisovatel a dramatik. V roce 1992 obdržel Cenu německé kriminální fikce za knihu Ein Mann, ein Mord.

## Osobní život
Narodil se roku 1964 v západoněmeckém Frankfurtu nad Mohanem do rodiny dramatika Hanse Güntera Michelsena (1920–1994). Studoval ve Francii. Knižní prvotina nazvaná Všechno nejlepší, Turku! (Happy Birthday, Türke!) (1985) vyšla v jeho dvaceti letech. První divadelní hra nesla název Die Garagen. Ve známost vstoupil kriminální sérií pěti případů Kayankaya, která byla přeložena do deseti jazyků. Ústřední postavou je soukromý detektiv tureckého původu Kemal Kayankaya, vychovaný v německé rodině.
V roce 1987 převzal cenu „Baden-Württembergischen Autorenpreis für das deutschsprachige Jugendtheater“ za divadelní hru Nazim schiebt ab. Pět let poté obdržel za román Ein Mann, ein Mord. Cenu německé kriminální fikce (Deutscher Krimi Preis).
Zemřel 17. ledna 2013, ve věku čtyřiceti osmi let, v německé metropoli Berlínu na karcinom slinivky břišní.

## Tvůrčí zaměření
Ve svém díle reflektoval aktuální problémy světa, jakými byly například témata životního prostředí nebo války v Jugoslávii, na jejímž pozadí se odehrává děj kriminálního příběhu Kismet. V románech Magic Hoffmann, Hausaufgaben a Edelsmanns Tochter se zabývá vzepětím nacionalismu, historického revizionismu a antisemitismu ve znovusjednoceném Německu.
Román Chez Max se odehrává v Paříži roku 2064. Popisuje v něm společnost, která je nadměrně sledována ve prospěch zajištění bezpečnosti, jakožto výsledek teroristických útoku z 9. září 2001. Patrná je paralela s Orwellovým románem 1984.
V jedné z posledních prací Der heilige Eddy (2009), opustil vážná témata a napsal lehký pikareskní příběh.

## Dílo

### Kriminální série Kayankaya
- Happy Birthday, Türke! Kayankayas erster Fall. Diogenes, Zürich 1985, ISBN 978-3-257-21544-1.
- Mehr Bier. Kayankayas zweiter Fall. Diogenes, Zürich 1987, ISBN 978-3-257-21545-8.
- Ein Mann, ein Mord. Kayankayas dritter Fall. Diogenes, Zürich 1991, ISBN 978-3-257-22563-1.
- Kismet. Kayankayas vierter Fall. Diogenes, Zürich 2001, ISBN 978-3-257-23336-0.
- Bruder Kemal. Ein Kayankaya-Roman, Diogenes, Zürich 2012, ISBN 978-3-257-86223-2.

### Divadelní hry
- Die Garagen. Uraufführung 1988.
- Nazim schiebt ab. Uraufführung 1990.
- Edelmanns Tochter. Diogenes, Zürich 1996, ISBN 3-257-06091-2.

### Romány
- Magic Hoffmann. Diogenes, Zürich 1996, ISBN 3-257-22951-8.
- Hausaufgaben. Diogenes, Zürich 2004, ISBN 3-257-06442-X.
- Chez Max. Diogenes, Zürich 2006, ISBN 3-257-06536-1.
- Der heilige Eddy. Diogenes, Zürich 2009, ISBN 3-257-06685-6.
- Cherryman jagt Mister White. Diogenes, Zürich 2011, ISBN 3-257-06755-0.

### Krátké povídky
- Ein Freund. Diogenes, Zürich 1998, ISBN 3-257-06160-9.
- Idioten. Fünf Märchen. Diogenes, Zürich 2003, ISBN 3-257-23389-2.

### Vydání v češtině
- Všechno nejlepší TURKU! Případ detektiva Kayankayi. Praha : NLN – Nakladatelství Lidové noviny 2008, ISBN 978-80-7106-983-6. (překlad Jitka Jílková)
- Ještě pivo. Případ detektiva Kayankayi. Praha : NLN – Nakladatelství Lidové noviny 2007.